# 互联网电影数据库
網路電影資料庫（英語：Internet Movie Database，簡稱）是一个关于电影演员、电影、电视节目、电视藝人、电子游戏和電影製作小組的在线数据库。IMDb開辦於1990年10月17日，從1998年開始成為亚马逊公司旗下的网站。
截至2021年9月，IMDb收錄了共8,313,921部作品以及151,033,000个人物的資料。

## 概要
IMDb上有丰富的电影作品信息，包括影片演员、导演，剧情，影评这类的基本信息，也有更深层的内容，比如影片相关的琐事花絮，片中出现的漏洞，影片音轨，屏幕的高宽比，影片的不同版本等等。演员，导演，作者和其他工作人员都在数据库中有自己的条目，其中列出他们参加过的影片，通常还有他们的传记。用户还可以在akas.imdb.com 找到那些在不同语言不同国家发行时使用了不同片名的电影。
IMDb不只是电影和电子游戏等的数据库，还提供每日更新的电影电视新闻，以及为不同电影活动比如奥斯卡奖推出特别报道。IMDb的论坛也十分活跃，除每个数据库条目都有留言板之外，还有关于多种多样的主题的各种综合讨论版。IMDb扩展出来的姐妹站IMDbPro为专业人士提供额外的信息，如电影业界人士的联系方式，电影活动日期表等等。IMDbPro不是专门为普通大众设计服务的，内容也不是免费的。
任何人只要有电子信箱并使用接受Cookie的Web浏览器就可以在IMDb上建立帐户，提交信息和对参加各种主题的投票。针对自动化查询的需求，数据库的大部分都能以压缩的文本文件格式下载，并用提供的工具解压（通常在命令行进行）。

## 历史
- 1989年时，Col Needham和其他人在Usenet新闻组rec.arts.movies电影和交换信息。他们编写了一个常见问题解答（FAQ）列表，包含演员，导演和已经去世的电影制作者的传记。在1990年末，他们的FAQ已经收录了将近10,000部电影和电视剧。
- 在1990年10月17日，Needham发布了一套UNIX的Shell脚本，该脚本可以搜索这4个FAQ，IMDb也由此诞生，不过那时的名字是rec.arts.movies电影数据库。
- 到了1993年，数据库已经扩展到包括琐事花絮，传记，影片情节等内容，还带有一个集中的电子邮件界面，用于搜索该数据库。当年晚些时候，IMDb被移到了万维网上（当时还处在婴儿期的网络）。数据库被放置在威尔士卡地夫大学的计算机科学系的服务器上。最初的网页界面作者是Rob Hartill。
- 在1994年，扩展了的电子邮件界面开始接受自动数据提交，人们不必再给指定的维护人员发信而间接提供新内容了。这些年里，数据库在连接着世界各地镜像的网络上靠捐赠的带宽运行。
- 在1995年，这一项目发展得很大，对Col Needham和其他的志愿者来说，依靠捐款和他们的空闲时间来维护它的运行已经明显不太可能。
- 1996年，成立商业公司的决定被作出，IMDb在英国注册成为互联网电影数据库公司。维护数据库的人们成为其股东，依靠广告，许可证和合作获得利润。
- 这种状态持续到1998年。数据库每时每刻都在成长，再一次到达了关键的时刻；利润被用在设备上，股东们很难接受辛苦劳动却只能得到很少收入的事实。一些大公司出价试图收购数据库，然而IMDb的股东们不肯轻易将其出售给无法保证继续免费提供其信息的其他企业。
- 就在这时，亚马逊的杰夫·贝索斯出现了。达成的交易是，IMDb得到了为股东们提供应有收入的资金，而Amazon.com可以在出售其DVD和录像带时使用IMDb的信息资源。
- IMDb的功能继续不断扩展，2002年新增了针对娱乐界专业人士的IMDbPro，提供多样的服务，包括电影制作和票房详细资料，以及电影公司目录。订阅的价格是每月$12.95，或每年$99.95（2005年4月5日价格）。

## 250部最佳影片
「佳片250」旨在列出資料庫內評級最高的250部電影，評級以資料庫註冊用戶評分為基礎，再套用下列所述公式。入選規範必須是曾公開上映的非紀錄片，片長至少45分鐘，評分達兩萬五千人次以上，並且只有定期投票習慣的用戶才會採用計票，至於有效票數量多少、如何才是符合「有定期投票習慣」則還不為人知。IMDb宣稱為了保持「佳片250」名單的公信力，他們「故意不公開有效計票的標準」。除此之外，「佳片250」還套用精算學的「可信度公式」，對評分作加權評級，獨立資料的數量越大（在此就是指合格用戶的評分），統計處理後的可信度越高，IMDb原以下列公式計算加權評級（IMDb不公開現時公式）：
{\displaystyle W={\frac {Rv+Cm}{v+m}}}
以上：
{\displaystyle W\ }=加權評級
{\displaystyle R\ }=電影從0到10的平均分數（Rating）
{\displaystyle v\ }=評分人次（Votes）
{\displaystyle m\ }=進入名單的最少評分人次（目前為25000票）
{\displaystyle C\ }=全名單平均分數（目前維持在7.1）
公式所得的{\displaystyle W\ }即為「貝式後驗平均值」（詳見貝氏定理）。
该榜因其综合广泛性以及不时的令人吃惊的结果而受到嘱目。上榜的电影中既有老电影（如《吸血僵尸》，1922年），也有新电影（如《黑暗騎士》，2008年）；既有流行影片（如得到超过420,000次投票的《魔戒首部曲：魔戒现身》），也有少有人问津的影片（如只有12,700张投票的《日出》）。榜上有各种不同类型的电影（如黑色影片《双重保险》、科幻片《银翼杀手》、音乐片《雨中曲》、西部片《黄昏三镖客》、动画片《机器人总动员》等等）；以及票房一般、很少获奖但却在影迷群体中有广泛的追随者的电影（比如《刺激1995》、《死亡幻覺》等等）。截至2024年9月7日《刺激1995》、《教父》、《黑暗骑士》为排名前三的电影。
这些条件是否能提供一个公正没有偏见的排行榜是有争议的。比如，新近上映的影片总是容易从一见钟情的影迷那里得到较高的评分，而这与成功影片应该经得起反复观赏的观念是不相符的。因此，有时新上映的影片冲进250最佳影片榜，甚至前100名，但随着更多观众的评分和重复观看后的评分而退出榜外的情景就十分常见了。另外一种对该榜的主要批评则是它反映的只是影片的受欢迎程度，并不体现对影片历史和艺术的客观知识。但实际上，在评论家年度评选和历史影片评选中，名列前茅的影片在最佳250部影片中通常排名很高。
目前在最佳250部電影名單中，主演最多影片的演員以詹姆斯·史都華的10部作品最多，勞勃·狄尼洛及哈里遜·福特各以9部作品居次。
在IMDb上还有最差的100部影片榜用基本相同的方法投票产生。经常位列榜首的影片是《马诺斯：命运之手》和《外太空九号计划》。

### 前20名名單
| 名次 | 年份 | 電影名稱                                                                    | 導演                                 |
| 1    | 1994 | 《刺激1995》 The Shawshank Redemption                                       | Frank Darabont 法蘭·達拉本特         |
| 2    | 1972 | 《教父》 The Godfather                                                      | Francis Ford Coppola 弗朗西斯·科波拉 |
| 3    | 2008 | 《黑暗騎士》 The Dark Knight                                                | Christopher Nolan 克里斯托弗·诺兰    |
| 4    | 1974 | 《教父2》 The Godfather: Part II                                            | Francis Ford Coppola 弗朗西斯·科波拉 |
| 5    | 1957 | 《十二怒漢》 12 Angry Men                                                   | Sidney Lumet 薛尼·盧梅               |
| 6    | 1993 | 《辛德勒的名单》 Schindler's List                                           | Steven Spielberg 斯蒂芬·斯皮尔伯格   |
| 7    | 2003 | 《魔戒三部曲：王者再臨》 The Lord of the Rings: The Return of the King      | Peter Jackson 彼得·杰克逊            |
| 8    | 1994 | 《低俗小说》 Pulp Fiction                                                   | Quentin Tarantino 昆汀·塔伦蒂诺      |
| 9    | 2001 | 《魔戒首部曲：魔戒現身》 The Lord of the Rings: The Fellowship of the Ring  | Peter Jackson 彼得·杰克逊            |
| 10   | 1966 | 《黃昏三鑣客》 Il buono, il brutto, il cattivo                              | Sergio Leone 塞吉歐·李昂尼           |
| 11   | 1994 | 《阿甘正传》 Forrest Gump                                                   | Robert Zemeckis 羅拔·湛米基斯        |
| 12   | 1999 | 《鬥陣俱樂部》 Fight Club                                                   | David Fincher 大卫·芬奇              |
| 13   | 2010 | 《全面啟動》 Inception                                                      | Christopher Nolan 克里斯托弗·诺兰    |
| 14   | 2002 | 《魔戒二部曲：雙城奇謀》 The Lord of the Rings: The Two Towers              | Peter Jackson 彼得·杰克逊            |
| 15   | 1980 | 《星際大戰五部曲：帝國大反擊》 Star Wars Episode V: The Empire Strikes Back | Irvin Kershner 爾文·克許納           |
| 16   | 1999 | 《駭客任務》 The Matrix                                                     | The Wachowskis 華卓斯基兄弟          |
| 17   | 1990 | 《盜亦有道》 Goodfellas                                                     | Martin Scorsese 马丁·斯科塞斯        |
| 18   | 1975 | 《飛越瘋人院》 One Flew Over the Cuckoo's Nest                              | Miloš Forman 米洛斯·福曼             |
| 19   | 1995 | 《七宗罪》 Seven                                                            | David Fincher 大卫·芬奇              |
| 20   | 1954 | 《七武士》 七人の侍                                                         | Akira Kurosawa 黑澤明                |

## 留言板
IMDb另一受欢迎的特色是其对应每个数据库条目，并且有47个主要板块的留言板系统。注册用户可以在这些留言板上分享和讨论关于电影，演员，导演的消息。至今已有超过六百万注册用户使用过留言板。

## 版权问题
所有为数据库提供内容的自愿者都对其作品拥有版权，但同时准许对其的复制，修改，并将其内容许可给IMDb。相应的，IMDb不允许其他人在未经许可情况下使用其电影概述或生平简介。使用软件方法屏蔽该网站显示的广告也被明令禁止。影片名录中一小部分可以被引用，而且只能用于非商业性的网站。

## 可信度
由於資料庫的人物傳記、瑣事等部分是採取用戶自由貢獻，但又並未要求用戶對其貢獻內容附上參考來源，因此缺少有效而立即的機制，以阻止蓄意破壞者添加未經查證、或對該人物詆毀性的資料。部分人物訊息準確度因此有爭議。

## 中国大陆访问状况
- 2010年1月7日，IMDb.com被中国大陆防火长城封锁，与其他被封的海外网站一样，官方没有提供任何解释。[11]2010年2月3日，在中国大陆被解封，可以正常访问。[12]
- 2010年10月，IMDb.com再次被封锁。坊间盛传的一个原因是，当时IMDb首页上出现了一部和西藏有关的记录片《云后的太阳》（《When the dragon swallowed the sun》）的预告视频[來源請求]。此后在中国大陆访问该网站一直处于不稳定状态。
- 2013年3月初，IMDb.com被解除封锁，各项功能均可在中国大陆正常使用，页面显示完整。[13][14]
- 2016年3月，测试发现部分影片页面无法访问，如凛冬烈火页面无法打开，访问此链接后一段时间内无法打开IMDb网站，而后网站恢复访问。因此IMDb不属于在中国大陆完全自由访问的网站[15]。但2020年8月的测试显示全部影片页面均可以访问。
- 2021年7月，测试发现使用中国移动网络无法访问IMDb网站。

## API
IMDb的数据在官网上可以免费下载，可惜的是免费提供下载的数据是文本格式，不能检索。为了使IMDb的数据能够被更多人使用，许多开发人员用各自的方法实现了不同的API，目前主要有以下几种：

### IMDB API ORG
此接口由中国人开发，是一个轻量级的Web服务（RESTful接口），它提供一种IMDB数据的有效访问方式。就像前面说的一样，虽然IMDB的数据可以在官网上免费下载，但是却没有提供一个很好的API来检索这些信息。此Web服务旨在一定范围内解决这一问题。
此接口相较于其它接口具备以下特点：
1. 支持中文译名检索
2. 支持中文数据返回
3. 支持JavaScript调用接口（可以使用AJAX技术直接获取结果，非JSONP方式）
4. 返回的数据字段更丰富
5. 支持多条结果返回
6. 请求限制宽松

此接口是唯一支持中文检索的IMDb API。

### OMDB API
此接口的作者为Brian Fritz，是之前The IMDB API接口的作者，因为受到IMDb官方的要求而更换了域名，是较早一批提供IMDb数据检索的服务（RESTful接口）。
在英文世界，该服务有较高的知名度。
该接口支持JAVASCRIPT调用。

### TMDB API
此接口是由The Movie Database数据库开放的API，严格来说它并不是检索的IMDb数据，它是一个独立的数据库，只是返回数据中提供了IMDb的一些相关数据，如：IMDb ID，IMDb Rating等。
该接口提供的方法更多，但是需要授权使用，限制较多。